# Sars-le-Bois
Sars-le-Bois ist eine französische Gemeinde mit 79 Einwohnern (Stand 1. Januar 2022) im Arrondissement Arras des Départements Pas-de-Calais. Sie liegt im Kanton Avesnes-le-Comte und ist Mitglied des Kommunalverbandes Campagnes de l’Artois.
| Magnicourt-sur-Canche | Maizières | Ambrines |
|                       | Kompass   |          |
| Berlencourt-le-Cauroy |           | Denier   |

## Sehenswürdigkeiten

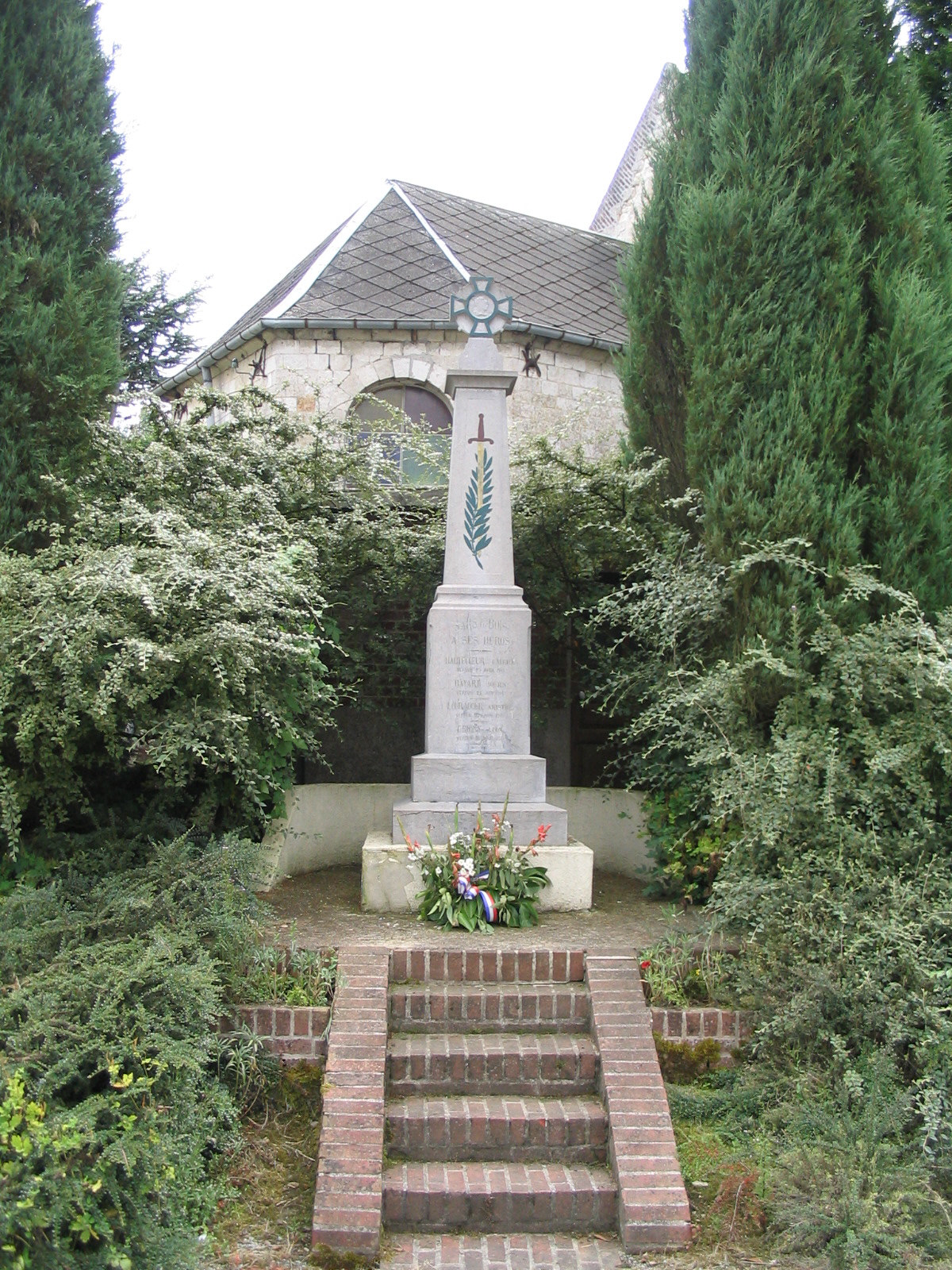
Kriegerdenkmal
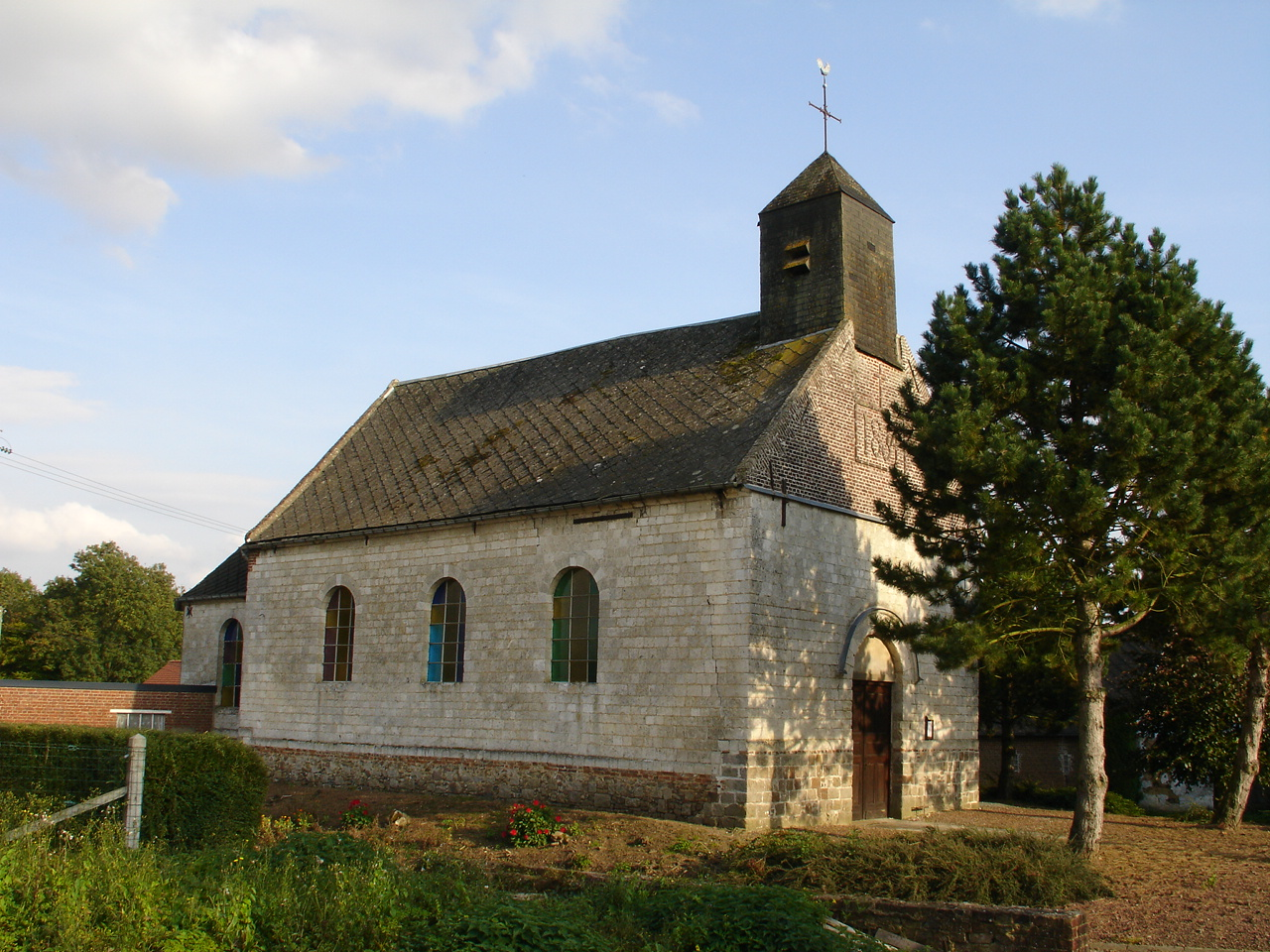
Kirche Saint-Nicolas